# Okergele korrelhoed
De okergele korrelhoed (Cystoderma amianthinum) is een schimmel behorend tot het geslacht Cystoderma. Hij leeft saprotroof op humeuze grond, soms op ruw strooisel, vaak tussen mossen. Het is een kleine, parasolachtige paddenstoel met een okergele tot bruinachtige, fijnkorrelige hoed. De vruchtlichamen verschijnen meestal tussen augustus en november in wegbermen, parken en loofbossen, voornamelijk op zandgronden. De paddenstoel wordt vanwege zijn muffe, aardse geur als oneetbaar beschouwd.

## Kenmerken
Hoed
De hoed heeft een diameter van 2 tot 4 cm. Aanvankelijk de vorm conisch, dan gewelfd en uiteindelijk plat en stomp gebocheld. Het hoedoppervlak is schilferig of fijnkorrelig tot ruw, vaak radiaal gerimpeld. De hoed is lichtgeel tot okergeel of geeloranje gekleurd. De rand is scherp en vaak bedekt met velumresten.
Lamellen
De lamellen staan tamelijk dicht opeen. Ze zijn smal aan de steel gehecht en kunnen met een tandje naar beneden lopen, staan enigszins bol en zijn wit van kleur. 
Steel
De steel is 4 tot 6 cm lang en 0,2 tot 0,6 cm breed. De vorm is cilindrisch. De steel is slank, hol en okergeel gekleurd, vergelijkbaar met de hoed, en draagt een oplopende, schilferige en vaak onduidelijke ring. Van de voet tot de ring is de steel oranjebruin en korrelig gevlokt, boven de ring is de kleur wat lichter.
Geur en smaak
Het vruchtvlees is dun en lichtgeel, meer oranjegeel in de steelschors. Het ruikt vaak onaangenaam maf, de smaak is niet aangenaam.
Sporenprint
De sporenprint is crèmekleurig.

### Microscopische kenmerken
De sporen zijn elliptisch, 5-7,5 × 3-4 μm groot en niet ingesprongen op de steel (apiculus). Ze zijn amyloïde, wat betekent dat ze kunnen worden gekleurd met een jodiumoplossing. Er zijn geen cystidia op de lamellen en lamelsneden. De hoedhuidelementen worden roestbruin in KOH.

## Verspreiding
De okergele korrelhoed komt bijna wereldwijd voor. Hij komt voor van Zuid-Amerika (Zuid-Argentinië) tot Canada en Groenland. Hij is ook wijdverbreid in Noord-Afrika (Algerije, Marokko), Azië (van Georgië tot Japan en China) en Europa. In Europa komt hij voor van Griekenland tot IJsland en van Spanje tot Oekraïne en Wit-Rusland.
In Nederland komt de zwam algemeen voor. Hij staat niet op de rode lijst en is niet bedreigd.

## Foto's

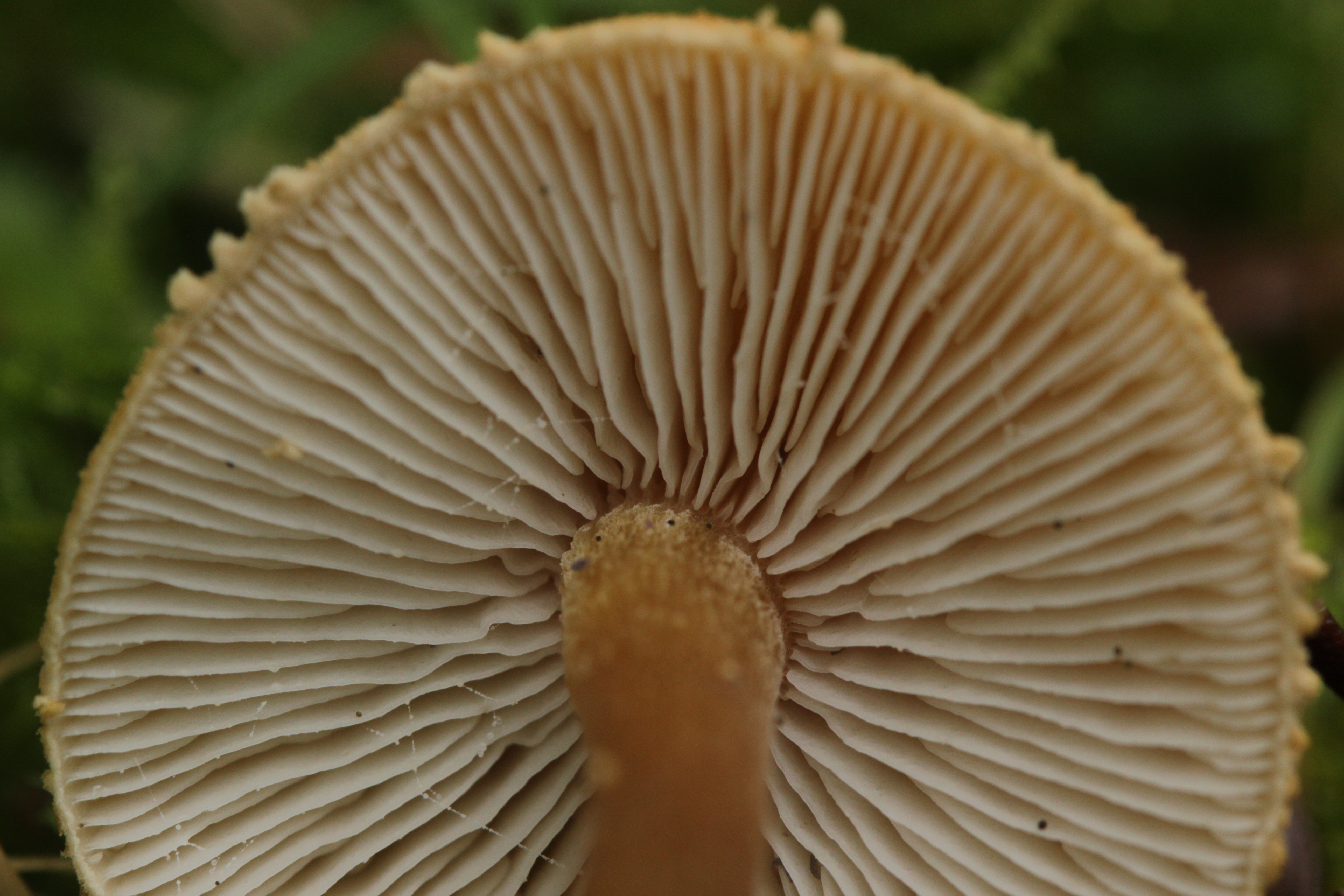
Lamellen
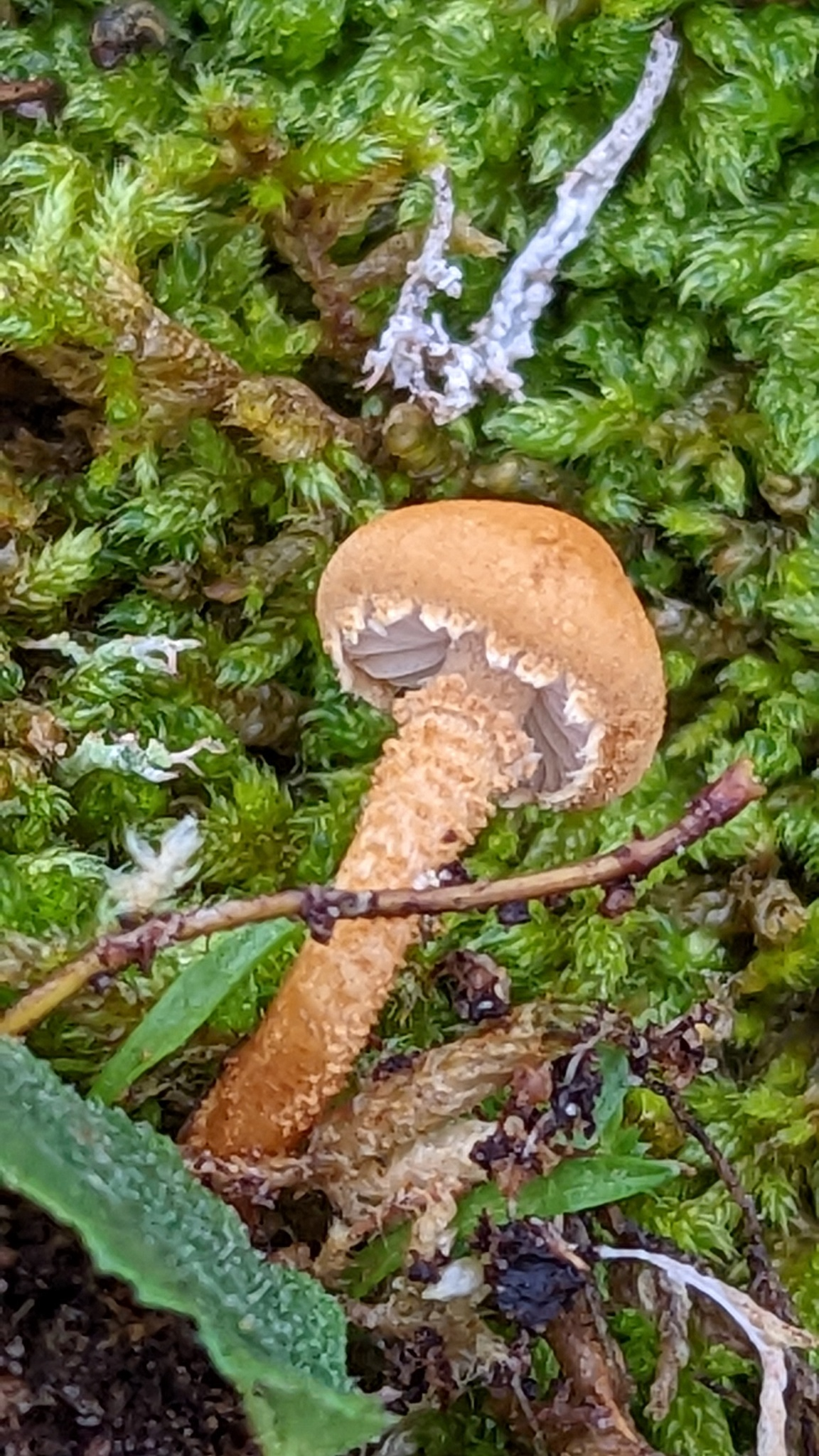
Steel